# Oncodesmoides bicarinatus
Oncodesmoides bicarinatus är en mångfotingart som beskrevs av Kraus 1960. Oncodesmoides bicarinatus ingår i släktet Oncodesmoides och familjen Cyrtodesmidae. Inga underarter finns listade i Catalogue of Life.